# Lench Mob Records
Lench Mob Records est un label discographique indépendant de hip-hop américain de situé à Encino, Los Angeles, en Californie. Il est fondé en 1994 par le rappeur et producteur Ice Cube. Lench Mob Records distribue aussi Bigg Swang Records, le label de WC, DJ Crazy Toones et Tha Trapp. C'était aussi le label de DJ Pooh, la rappeuse Yo-Yo et du groupe Da Lench Mob.

## Histoire
Le premier album de Westside Connection, Bow Down, est publié le 22 octobre 1996 au label. Après trois années d'inactivité sur Lench Mob, Ice Cube fait son retour et publie son premier album, Laugh Now, Cry Later, le 13 juin 2006 au label. Il atteint la quatrième place du Billboard 200. En début août 2007, Lench Mob annonce la sortie prochaine du « meilleur album rap West Coast de l'année ». Cette annonce précède la sortie de l'album solo Guilty By Affiliation du rappeur WC. Ice Cube publie ensuite son album Raw Footage le 19 août 2008. 
Cube annonce son dixième album, Everythang's Corrupt sur Lench Mob en mai 2014. En novembre 2015, Ice Cube publie sa mixtape Puppet Master sur Lench Mob.

## Artistes

### Artistes actuels
- Ice Cube
- WC
- DJ Crazy Toones
- Tha Trapp
- Hallway Productionz

### Anciens artistes
- Kausion
- Kam
- Yo Yo
- DJ Pooh
- Sir Jinx
- J Dee
- T-Bone
- K Dee
- Renegadde
- Da Lench Mob